# Hayashi Tadasu
Det här är en artikel om en person med japanskt personnamn; Hayashi är familjenamnet.
Hayashi Tadasu (林 董), född 11 april 1850, död 10 juli 1913, var en japansk politiker, diplomat och greve. Han var bland annat Japans utrikesminister mellan 1906 och 1908.
Hayashi Tadasu föddes i Chiba som son till läkaren Taizen Sato, som praktiserade holländsk läkekonst för klanen Sakura, men han adopterades som barn av Hayashi Dokai, läkare till shogunatet. År 1866 sändes han till Storbritannien av shogunatet som utbytesstudent, och han studerade i England fram till 1868. När han återvänt till Japan deltog han i slaget vid Hakodate i boshinkriget och blev tillfångatagen, men kunde 1871 börja arbeta inom staten. Han tjänstgjorde åren 1872 och 1873 som japansk ambassadsekreterare vid flera europeiska hov och var guvernör för Kagawa och Hyōgo. Hayashi blev år 1891 biträdande utrikesminister vilket han var fram till 1895, varefter han var envoyé i Peking (1895-96) och Petersburg (1896-99). År 1900 blev han japanskt sändebud i London, där han med lord Lansdowne slöt de brittisk-japanska alliansfördragen 1902 och 1905. Han tjänstgjorde som utrikesminister i första ministären Saionji mellan 1906 och 1908, och var kommunikationsminister i dennes andra regering. Han upphöjdes 1896 till baron, efter alliansavtalet 1902 till vicomte och 1906 till greve, och han tilldelades även 1905 riddargraden med storkorset av den brittiska Victoriaorden.
Hayashi räknas till de driftiga japanska reformmännen som verkade under 1800-talets sista årtionden. Hans främsta insats var den brittisk-japanska alliansen som under ett par årtionden var hörnstenen i Japans utrikespolitik.